# La Iniciativa
La Iniciativa es una organización ficticia secreta del gobierno en la serie Buffy the Vampire Slayer y Ángel. En el caso de Buffy juega un papel importante en la cuarta temporada, aunque hace una pequeña aparición en la séptima temporada después de su clausura.

## Orígenes
La Iniciativa, en la serie, es un proyecto militarizado que depende el Gobierno de los EE. UU.
El programa de la Iniciativa parece establecerse durante o antes del 1940, cuando emplearon a Ángel para liberar un submarino hundido alemán durante la Segunda Guerra Mundial. Originalmente era conocida como «Iniciativa de Búsqueda de Demonios.» El episodio de la serie Ángel Why We Fight explicó que el Tercer Reich tuvo un programa similar e investigó el uso posible de los vampiros en la guerra con tres de ellos – Spike, Nostroyev y el llamado «Príncipe de las Mentiras». Los nazis habrían llevado al trío a una supuesta fiesta de sangre virgen en Madrid. Este dato parece situar a la Iniciativa en el mismo lugar que otros proyectos de la II GM, tales como las armas nucleares del Proyecto Manhattan.

## Instalaciones
En el 1999, el centro de investigación de la Iniciativa está situado bajo tierra, bajo el campus de la Universidad de California en Sunnydale. Aunque pudiera tener más entradas, parece que solo se puede acceder a ella a través de la casa de la fraternidad donde habitan Riley y sus compañeros de comando. Para acceder a la misma tienen que, primero pasar un escáner de retina poniéndose frente a un espejo, donde hay una entrada secreta. Una vez pasado el escáner llega un ascensor de color blanco y se necesita, esta vez, un control de voz para acceder a la planta que se encuentra en el inferior, debiendo el ascensor, para ello, descender varios minutos. En caso de fallo del sistema de escáner de voz, se activa un sistema de seguridad consistente en la expulsión de veneno o algún tipo de somnífero en forma de gas desde la parte baja del ascensor, de un color amarillo anaranjado. En el mismo lado del ascensor donde se encuentra el escáner de voz existe una compuerta que esconde un pequeño ordenador. Para desbloquear el sistema de seguridad y no ser «gaseado» es preciso introducir la tarjeta de identificación para luego introducir un  código en menos de diez segundos. Si se consigue, el sistema de seguridad es desactivado.
El ascensor da a una plataforma de la que bajan y suben unas escaleras. Desde la plataforma se puede ver la planta del edificio; se trata de una gran nave con poca infraestructura. Hay un gran ordenador, y en frente de él es donde se reúnen los soldados para organizar los pelotones y enviarlos a las misiones.
También hay unas celdas donde apresan a los «hostiles»; se trata de unas habitaciones blancas, una doble fila de unas veinte celdas que están selladas por una especia de campo electromagnético o magnético, invisible para el ojo humano. Allí los alimentan, soltándoles sangre o el alimento que necesiten por una trampilla desde arriba de la habitación.
Aparte de estas instalaciones, también hay otras habitaciones en las que experimentan y llevan a los demonios para analizarlos, o en el caso de los vampiros, para introducirles un chip. Para entrar a esas habitaciones es necesario introducir una tarjeta junto a una clave en el lector que permite el acceso a las demás instalaciones. 

### Habitación 314
Habitación 314 fue utilizada para el proyecto secreto, Proyecto Adam, llevado a cabo por la Doctora Maggie Walsh. La intención del proyecto era la de crear un híbrido entre humano y demonio, para ello extirpaban las partes necesarias de los demonois apresados y las «pegaban» a un cuerpo hecho de maquinaria, humano y otras partes de demonio. 
La habitación consta de material médico, camilla, etc. Para acceder a ella es necesario pasar dos controles, uno, desde la parte interna de la Iniciativa, donde se reúnen los comandos, y una ve pasado este, otro que abre la puerta de la habitación citada.

## Función de la Iniciativa
La función de la iniciativa era la de estudiar a los demonios y vampiros que constituían una amenaza para los seres humanos; para ello utilizaban comandos especializados en demonios y criaturas sobrenaturales para capturarlos y llevarlos a las instalaciones de la Iniciativa donde se les encerraba en las celdas para su posterior estudio. 
Aunque se da a entender que tienen varios experimentos, la serie solo parece centrarse en dos:

### Proyecto Adam
Está dirigido por Maggie Walsh, también profesora de psicología en la universidad. Bajo su dirección, comandos militares capturaron vampiros, demonios y otras criaturas sobrenaturales para ser estudiadas por científicos para una operación encubierta del gobierno de los Estados Unidos. La Iniciativa experimenta con las criaturas, un objetivo primario debido a la amenaza que los «hostiles subterráneos», entidades demoníacas, suponen para los seres humanos. Sin embargo, un objetivo más siniestro y ultra clasificado es hacer un híbrido entre demonio y humano para crear un super-soldado, de esto solo sabe su existencia Maggie Walsh y el Dr. Angleman. La Iniciativa ha capturado en varias ocasiones a Oz hombres lobo y al vampiro Spike, a este último le fue implantado un chip que le causa un dolor extremo cuando intenta atacar, ya sea morder o golpear, (o lo intenta) a un humano.
El novio de Buffy durante la cuarta temporada de la serie es inicialmente un miembro de la Iniciativa, como lo son otros soldados haciéndose pasar por estudiantes universitarios en Sunnydale, incluyendo Forrest y Graham. Riley no sabe que la Profesora Maggie Walsh ha experimentado también con él y los otros soldados con métodos que ponen en peligro sus vidas. En Luna nueva, Riley descubre la extensión de la corrupción de la Iniciativa y decide dejarla.
El proyecto secreto de Walsh terminará por ser la creación de Adam, una criatura humanoide a la que se le han ensamblado partes de ser humano, maquinaria y demonios. El proyecto comienza a ir mal cuando Adam mata a miembros de la Iniciativa (que luego serán reanimados como zombies) y escapa. Adam posee una fuerte capacidad de estrategia, así como una fuerza física que es muy superior a Buffy, y solo a través de magia o hechizos hechos por Willow, Xander y Giles fue capaz de derrotarlo. Su plan era la de crear una raza superior de híbridos entre demonios y humanos. 
Después de que Adán, sus zombis, miembros de la Iniciativa, y los planes para un ejército de ciber demonios sean destruidos, las operaciones de la Iniciativa son consideradas como un incumplimiento del protocolo por parte de un grupo de supervisores del gobierno y es oficialmente clausurada.

### Proyecto anti-vampiros
La Iniciatica sabe de la existencia de vampiros. Como una manera de controlarlos hace patrullas de noche por el campus de la universidad de Sunnydale y también apresan a los que pueden. A estos vampiros, llamados «hostiles», los introducen en celdas donde los alimentan para luego experimentar con ellos. Aunque no hay constancia de que otros vampiros lo tengan; a Spike se le introduce en la base del cuello un chip que consigue que sienta dolor cada vez que intenta morder o atacar a otro ser. Aunque al principio esto es así, en el episodio Un hombre nuevo, Spike se da cuenta de que a los únicos que no puede hacer daño es a los seres humanos; pudiendo dañar a: demonios, vampiros y todo tipo de seres sobrenaturales. 
Se sabe también durante la séptima temporada que el chip degenera con el tiempo.

## Miembros
- Maggie Walsh - líder de La Iniciativa en Sunnydale subordinada a un superior.
- Dr. Angleman - doctor en La Iniciativa que realiza las operaciones.
- Riley Finn - encargado de coordinar los pelotones de soldados.
- Forrest Gates - soldado subordinado a Riley.
- Graham Miller - soldado subordinado a Riley.

## Otras apariciones del gobierno
En Buffy, el Gobierno aparece por primera vez en la primera temporada, en el episodio Loca e invisible, donde el agente del FBI llega y captura a la invisible Marcie Ross mientras Buffy está luchando con ella. Marcie y otras personas invisibles son entrenados para ser asesinos y espías. El «modus operandi» del Gobierno aquí es el mismo que fue en la Iniciativa; buscando controlar y explotar a los seres sobrenaturales, más que eliminarlos o rehabilitarlos. 
Después de la clausura de la Iniciativa, la Armada mantiene sus operaciones para cazar demonios, incorporando algunos de los soldados entrenados en la Iniciativa, incluyendo a Riley Finn. Van buscando nidos de demonios por los Estados Unidos, aunque también en otros países. El objetivo de la Armada ahora está cerca de los de la Cazadora: proteger a las personas de los demonios y prevenir su multiplicación. El Gobierno no parece estar interesado en una futura Iniciativa - como intentos de control o explotación de los demonios.
El Twilight Group en la temporada 8 en cómic es comparada varias veces con la Iniciativa por la Scooby Gang.

## Breve reapertura
Durante la séptima temporada, The Killer in Me, Buffy y Spike se introducen en la Iniciativa para buscar medicinas para calmar los efectos del chip que empieza a deteriorarse. Mientras se encuentran en el complejo abandonado, son atacados por un demonio que consiguió sobrevivir durante tres años. Después de derrotar al demonio, se cruzan con miembros enviados por Riley quienes eliminan el chip de Spike.
- Datos: Q3031211